# Азербайджано-сомалийские отношения
Азербайджано-сомалийские отношения — двусторонние дипломатические отношения между Азербайджаном и Сомали.

## Дипломатические отношения
Дипломатические отношения между двумя странами были установлены 22 марта 2004 года.
Обе страны являются членами Организации исламского сотрудничества и Движения неприсоединения.
В июле 2023 года министр иностранных дел и международного сотрудничества Сомали Абшир Омар Хурузе принял участие в министерской встрече координационного бюро Движения неприсоединения в Баку.
В июле 2024 года делегация во главе с министром иностранных дел и международного сотрудничества Сомали Ахмадом Моаллимом Фиги посетила Азербайджан с официальным визитом.

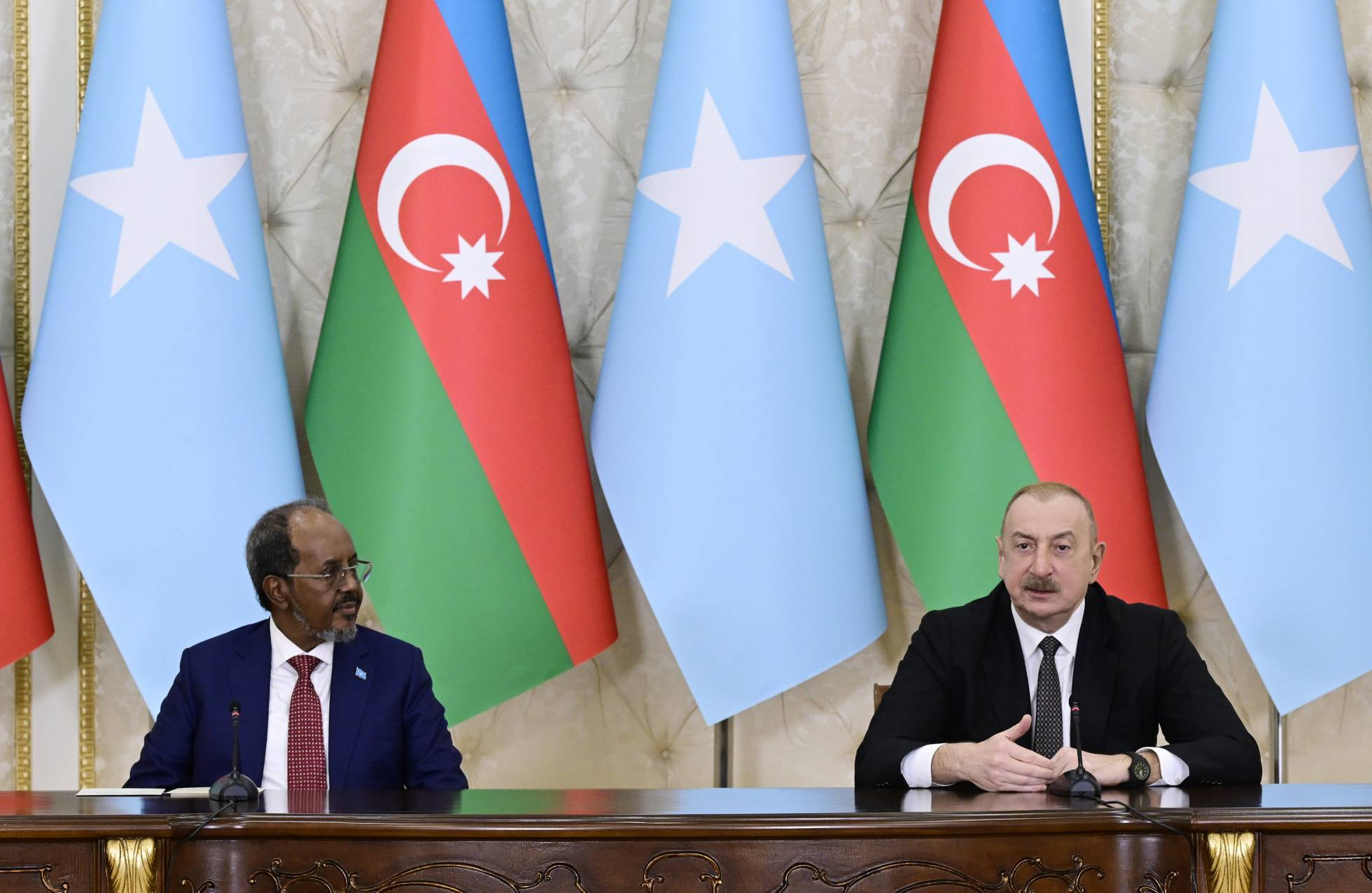
Хасан Шейх Махмуд и Ильхам Алиев Февраль 2025

12 февраля 2025 года президент Сомали Хасан Шейх Махмуд посетил Азербайджан с официальным визитом. Были подписаны меморандумы о  сотрудничестве в сфере оказания государственных услуг, зелёной энергии, соглашение о сотрудничестве в сфере образования. Визит стал первым визитом президента Сомали в Азербайджан в истории.

## В области экономики

### Товарооборот (тыс. долл)
| Год  | Экспорт Азербайджана | Импорт Азербайджана | Сумма товарооборота |
| ---- | -------------------- | ------------------- | ------------------- |
| 2010 | 0                    | 4,35                | 4,35                |
| 2011 | 0                    | 5,71                | 5,71                |
| 2016 | 0                    | 1,06                | 1,06                |
| 2019 | 0                    | 0,08                | 0,08                |
| 2021 | 17,52                | 0,22                | 17,74               |
| 2023 | 0                    | 960                 | 960                 |
| 2024 | 0                    | 960                 | 960                 |

## В сфере культуры и спорта
Спортсмены Сомали приняли участие в IV Играх исламской солидарности, проведённых в Баку в мае 2017 года.
Студенты Сомали обучаются в университете «ADA».

## Гуманитарная помощь
8 августа 2011 года правительство Азербайджана выделило гуманитарную помощь Сомали в размере 100 тыс. долл. в связи с продовольственным кризисом. Также помощь в размере 72 000 долл. была оказана пожертвованиями граждан Азербайджана. Также помощь оказало Азербайджанское общество Красного Полумесяца.
В 2012 году депутат Милли Меджлиса Ганира Пашаева работала педиатром в Сомали в течение двух недель, помогая местным жителям.

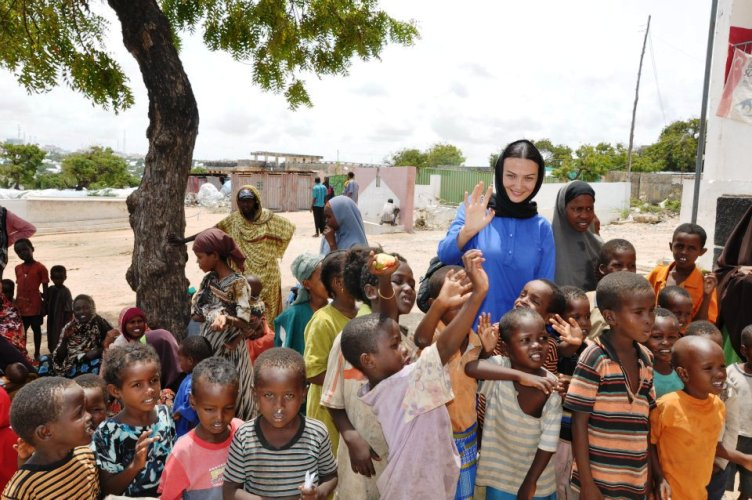
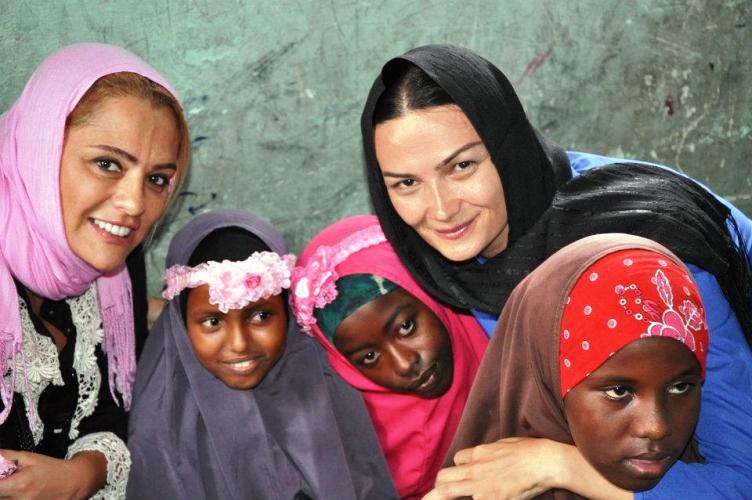
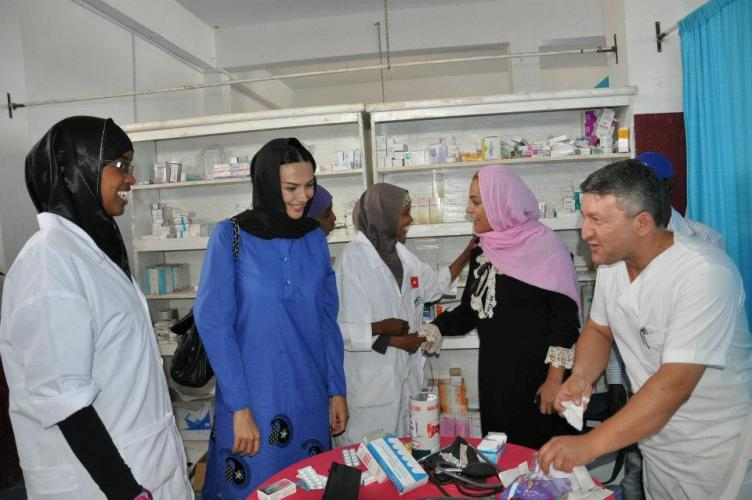
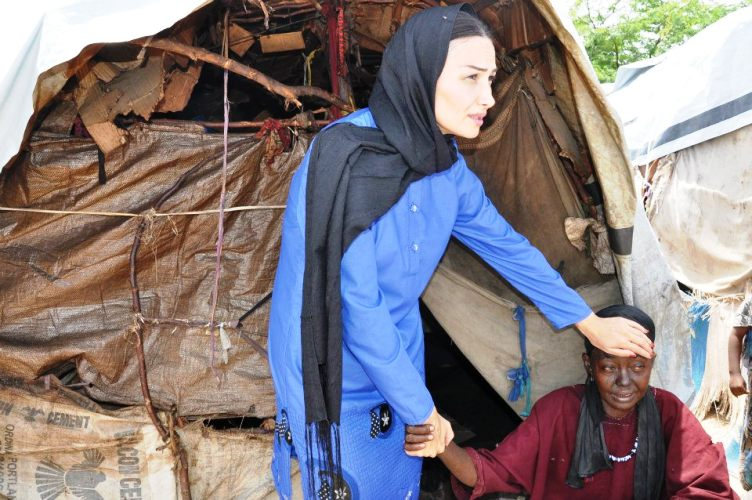

В 2012 году Евразийский региональный центр ICYF провёл в Баку при поддержке правительства Азербайджана благотворительную кампанию, в результате которой была обеспечена месячная продовольственная безопасность для жертв засухи в Сомали. Азербайджанский университет ADA также предоставляет полностью покрываемые стипендии для молодых сомалийских специалистов в областях, важных для укрепления государственного строительства.
3 ноября 2019 года во время заседания Контактной группы Организации исламского сотрудничества по Сомали министр иностранных дел Азербайджана Эльмар Мамедъяров заявил следующее:
Как хрупкое государство Сомали по-прежнему остро нуждается в массовой помощи во всех областях, в частности, в наращивании потенциала, государственном и институциональном строительстве, создании рабочих мест, сокращении масштабов нищеты, социально-экономическом развитии, национальном примирении, борьбе с насильственным экстремизмом и терроризмом, который по-прежнему представляет собой серьёзную проблему, серьёзную опасность для страны и региона. Чтобы в Сомали было будущее безопасности, управление и институты управления должны оставаться сфокусированными и едиными и избегать ненужных отвлекающих факторов.

Азербайджан подтверждает свою полную солидарность с Сомали с упором на мир и процесс государственного строительства, а также на стабилизацию страны, мы выражаем нашу полную поддержку федеральному правительству Сомали. Мы решительно осуждаем все акты терроризма и насильственного экстремизма, совершаемые остатками боевиков «Аш-Шабааб», призывая боевиков прислушаться к разуму и отказаться от насилия, присоединившись к процессу миростроительства и примирения.